# شبکه بازویی
شبکه بازویی از به هم پیوستن شاخه‌های پیشین اعصاب نخاعی گردنی پنجم تا هشتم (C۵ تا C۸) و اولین عصب نخاعی سینه‌ای (یعنی T۱) ایجاد می‌گردد. شبکه بازویی حاوی رشته‌های عصبی مختلف جهت انتشار در پوست، عروق، مفاصل، استخوان‌ها و ماهیچه‌های اندام فوقانی است.
اعصابی که به اندام فوقانی وارد می‌شوند اعمال زیر را انجام می‌دهند: 
۱ -تامین حس پوست و ساختمان‌های عمقی مانند مفاصل، ۲ -تامین اعصاب حرکتی عضلات ،۳ -تنگ کردن قطر عروق از طریق الیاف سمپاتیک ،۴ -ترشح غدد عروق از طریق الیاف سمپاتیک. شاخه‌های قدامی ریشه‌های نخاعی C5 الی T1 در تشکیل این شبکه شرکت دارند. ریشه‌های C5,C6 با هم یکی می‌شوند و تنه فوقانی و C7 هم به تنهایی تنه میانی و T1,C8 نیز با هم یکی شده و تنه تحتانی را ایجاد می‌کنند. تنه‌ها هر کدام به قدامی و خلفی دو شاخه تقسیم می‌شوند. شاخه‌های قدامی تنه‌های فوقانی و میانی با هم یکی شده و طناب خارجی را شکل می‌دهند، شاخه قدامی تنه تحتانی نیز طناب داخلی می‌سازد و شاخه‌های خلفی هر سه تنه با هم یکی شده و طناب خلفی را بوجود می‌آورد. شبکه بازویی در شروع در ناحیه گردن است و تنه‌های آن ماهیچه‌های نردبانی (اسکالن) قرار گرفته‌اند، در کنار خارجی اسکالن مدیوس تنه‌ها تشکیل می‌شوند، در مجاورت سرخرگ زیربغلی طناب‌ها تشکیل می‌شوند، ریشه‌ها و تنه‌ها و شاخه‌های منشعب از آنها در بالای ترقوه و طناب‌ها و شاخه‌های مربوط به آنها در زیر ترقوه قرار دارند.

## تنه‌های شبکه بازویی
شبکه بازویی دارای سه تنه است که عبارتنداز:
- تنه فوقانی[۲]
- تنه میانی[۳]
- تنه تحتانی[۴]

تنه فوقانی شبکه بازویی از به هم پیوستن شاخه‌های پیشین اعصاب گردنی پنجم و ششم (C5-C۶) به وجود می‌آید. شاخه پیشین هفتمین عصب گردنی(C۷)، به تنهایی تنه میانی شبکه بازویی را ایجاد می‌کند. شاخه‌های پیشین عصب گردنی هشتم و اولین عصب سینه‌ای، تنه تحتانی شبکه را می‌سازند.

## طناب‌های شبکه بازویی
هر یک از تنه‌های شبکه بازویی در مسیرش به طرف پایین و خارج به دو شاخه پیشین (قدامی) و پشتی (خلفی) تقسیم شده، به نوعی خاص پیوستگی یافته و طناب‌های شبکه بازویی را به وجود می‌آورند که عبارتنداز:
- طناب پشتی[۵]
- طناب خارجی[۶]
- طناب داخلی[۷]

طناب پشتی شبکه بازویی از به هم پیوستن شاخه‌های پشتی سه تنه شبکه بازویی ایجاد می‌گردد. شاخه‌های پیشین تنه‌های فوقانی و میانی شبکه بازویی، طناب خارجی را به وجود می‌آورند. طناب داخلی شبکه بازویی فقط از شاخه پیشین تنه تحتانی ایجاد می‌شود.

## شاخه‌های جانبی شبکه
مهمترین شاخه‌های جانبی شبکه بازویی شامل موارد زیر است:
- عصب سینه‌ای بلند (لانگ توراسیک)
- عصب سینه‌ای پشتی (توراکودورسال)
- عصب سینه‌ای خارجی (پکتورال خارجی)
- عصب سینه‌ای داخلی (پکتورال داخلی)
- عصب پوستی بازویی داخلی[۸]
- عصب پوستی ساعدی داخلی[۹]
- عصب کتفی پشتی (دورسال اسکاپولار)
- عصب فوق کتفی (سوپرااسکاپولار)
- عصب تحت کتفی فوقانی (ساب اسکاپولار فوقانی)
- عصب تحت کتفی تحتانی (ساب اسکاپولار تحتانی)

## شاخه‌های انتهایی شبکه
شاخه‌های مهم انتهایی شبکه بازویی شامل اعصاب محیطی زیر هستند:
- عصب میانی (Median nerve)
- عصب رادیال (Radial nerve)
- عصب اولنار (Ulnar nerve)
- عصب زیربغلی[۱۰] (آگزیلاری)
- عصب ماهیچه‌ای پوستی[۱۱]

آسیب‌های شبکهٔ براکیال بیشتر به دنبال ترومای ترکشنال یا ادداکشن بازو به همراه انحراف گردن به سمت مقابل ایجاد می‌شود.
بارنز این آسیب را به چهار گروه تقسیم کرد:
۱-آسیب‌های C5-C6
۲-آسیب‌های C5-C6-C7
۳-ضایعات دژنراتیو کل شبکه
۴-آسیب‌های C7-C8-T1 (نادرتر)

## نگارخانه

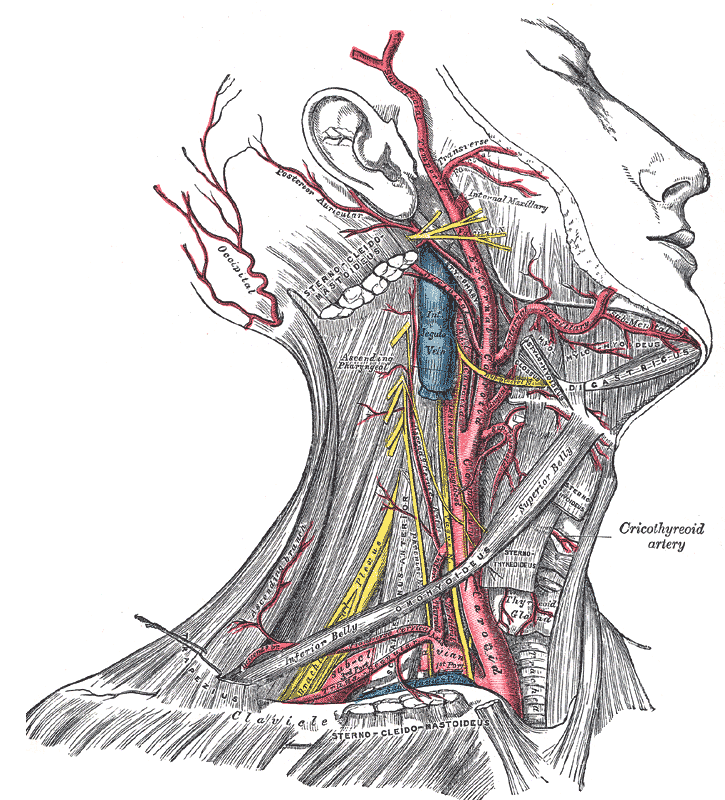
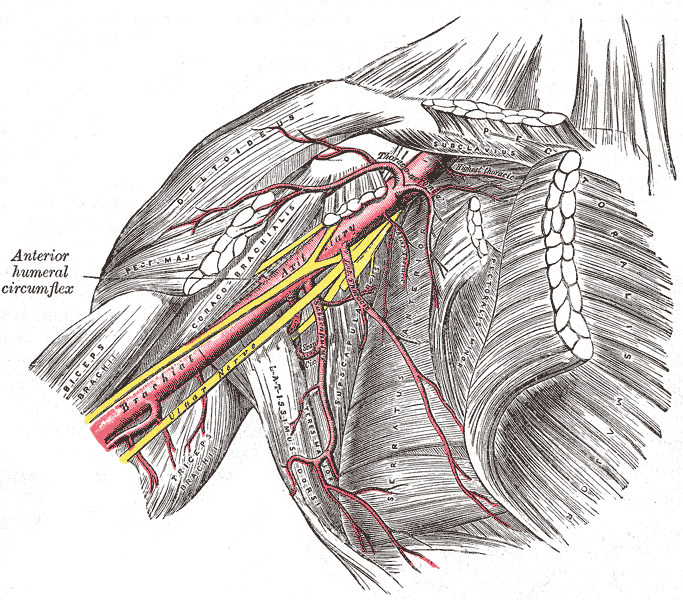
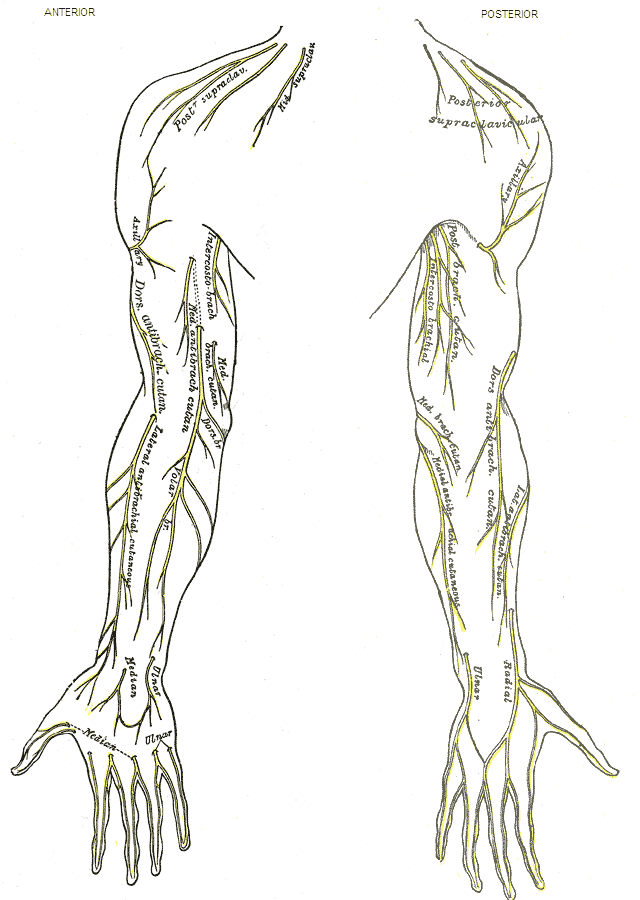
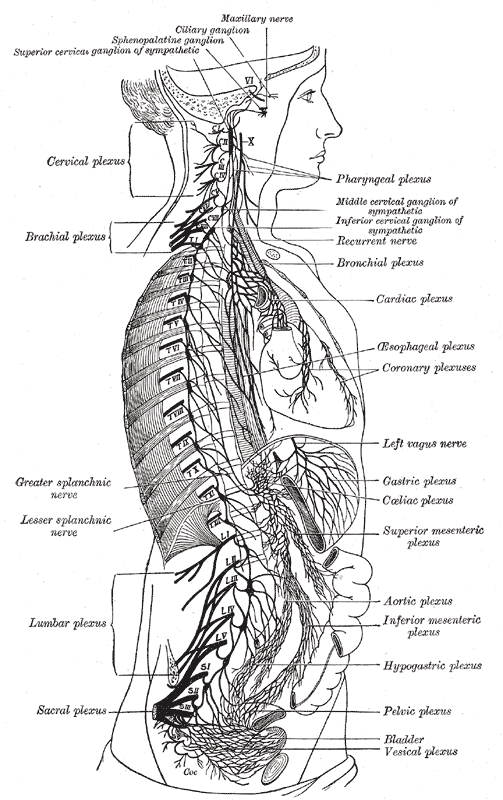
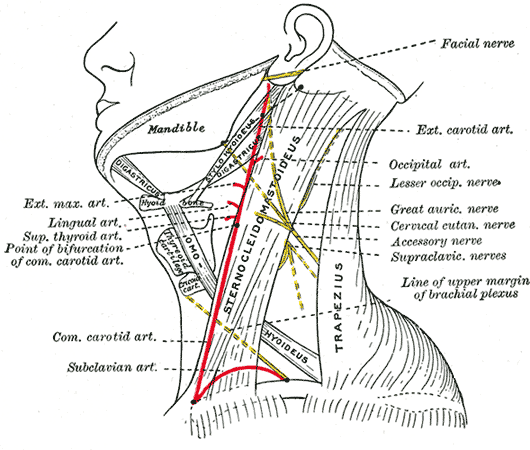
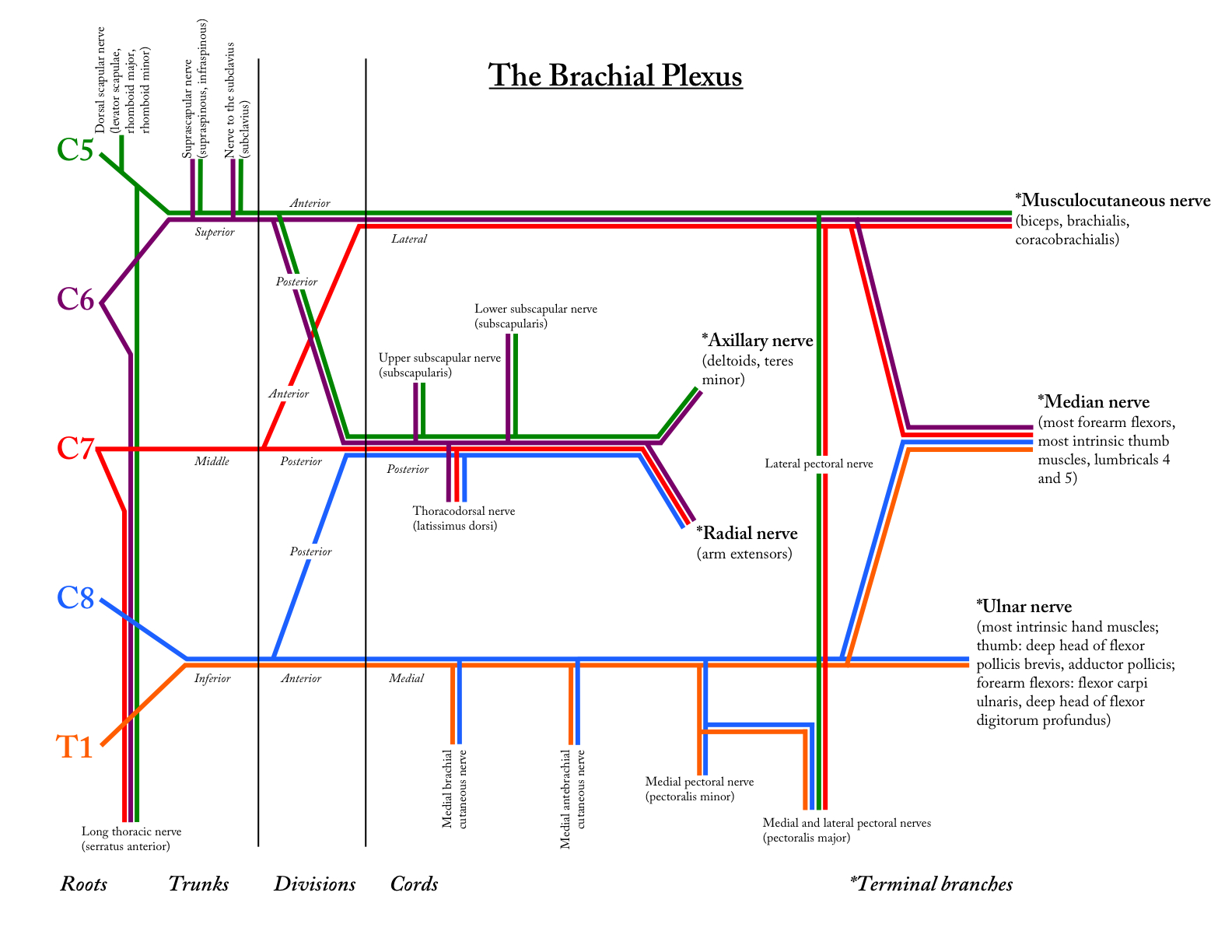
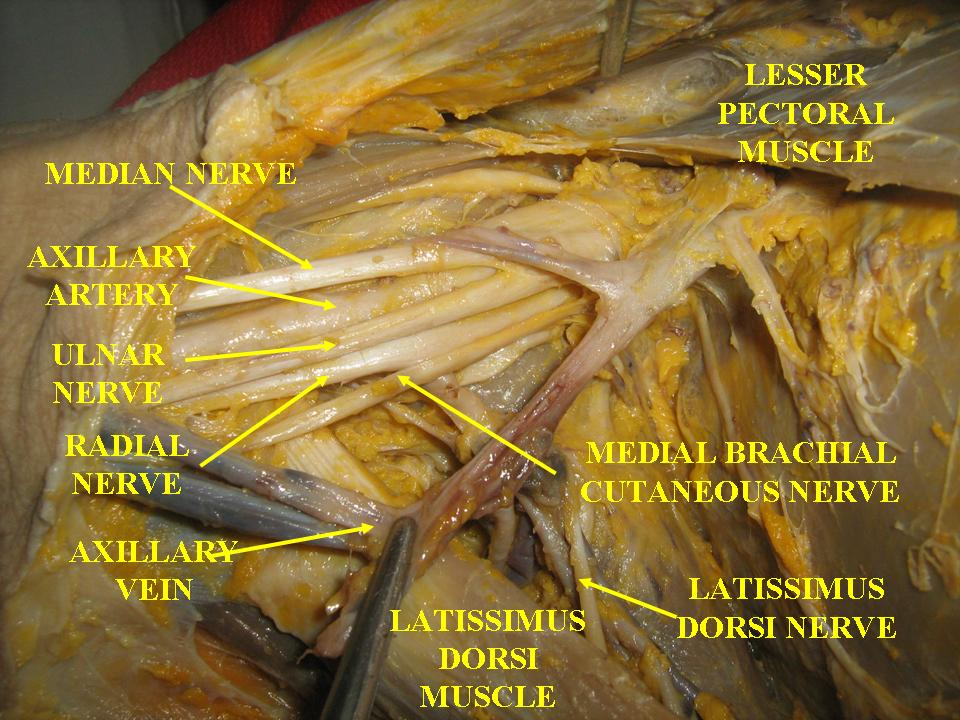
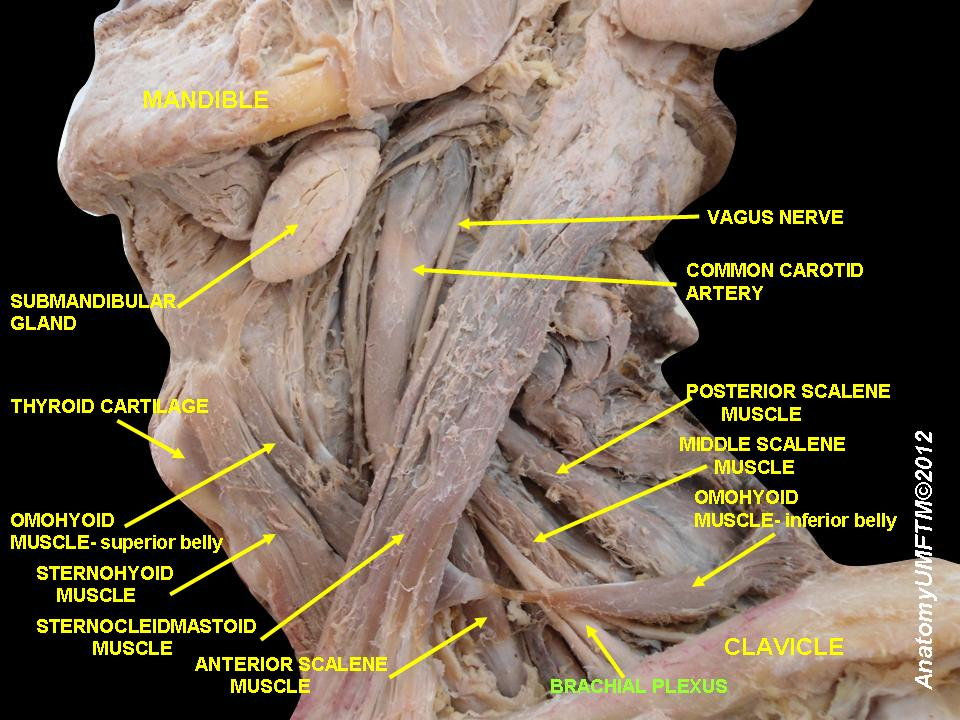
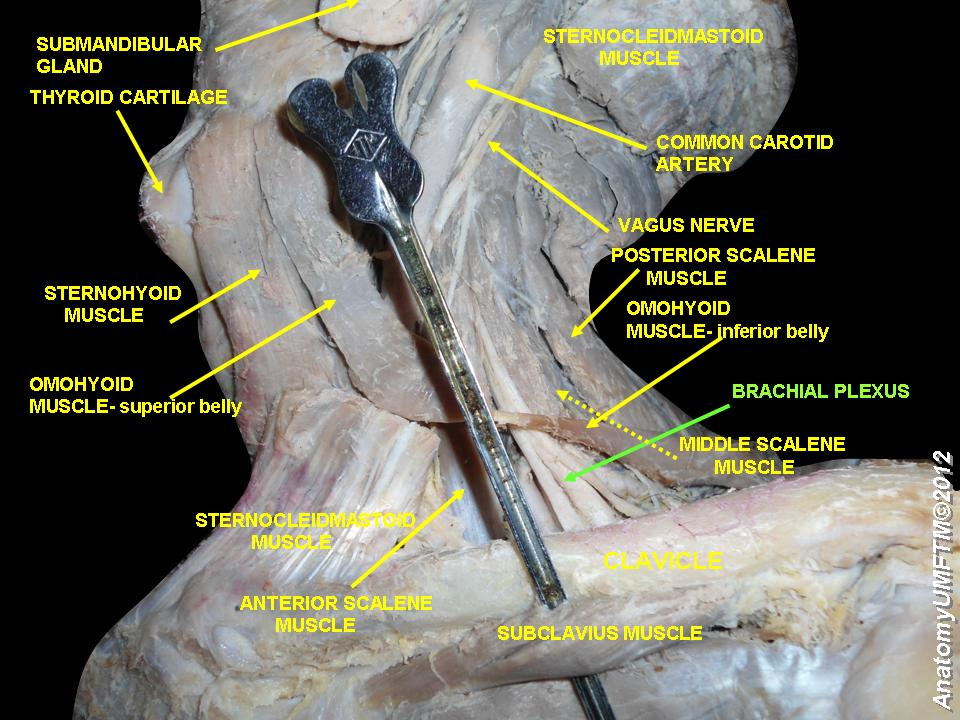
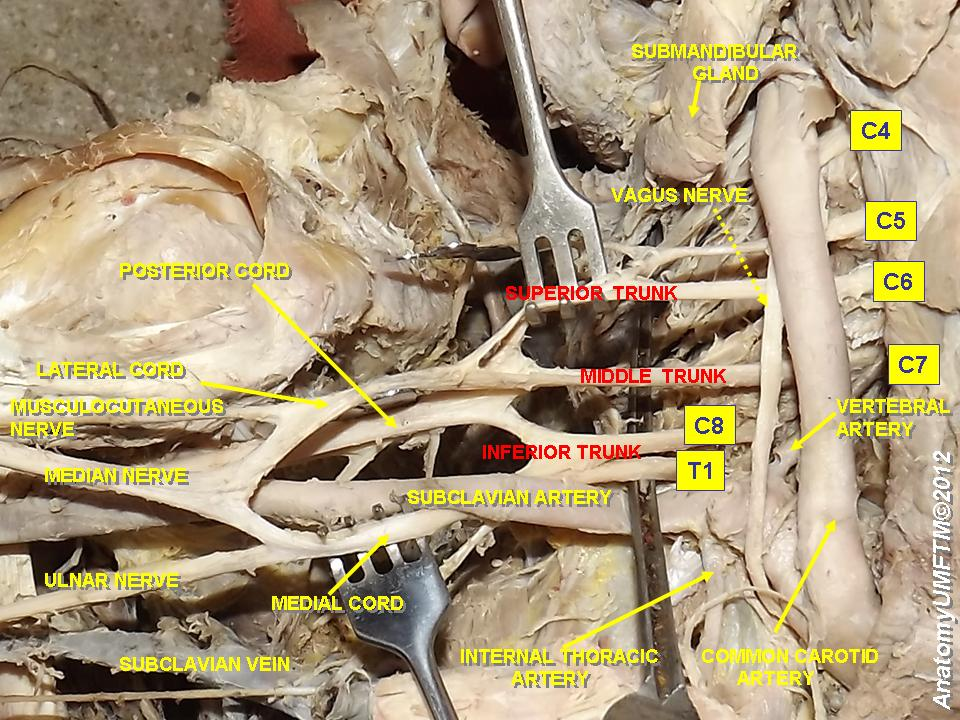
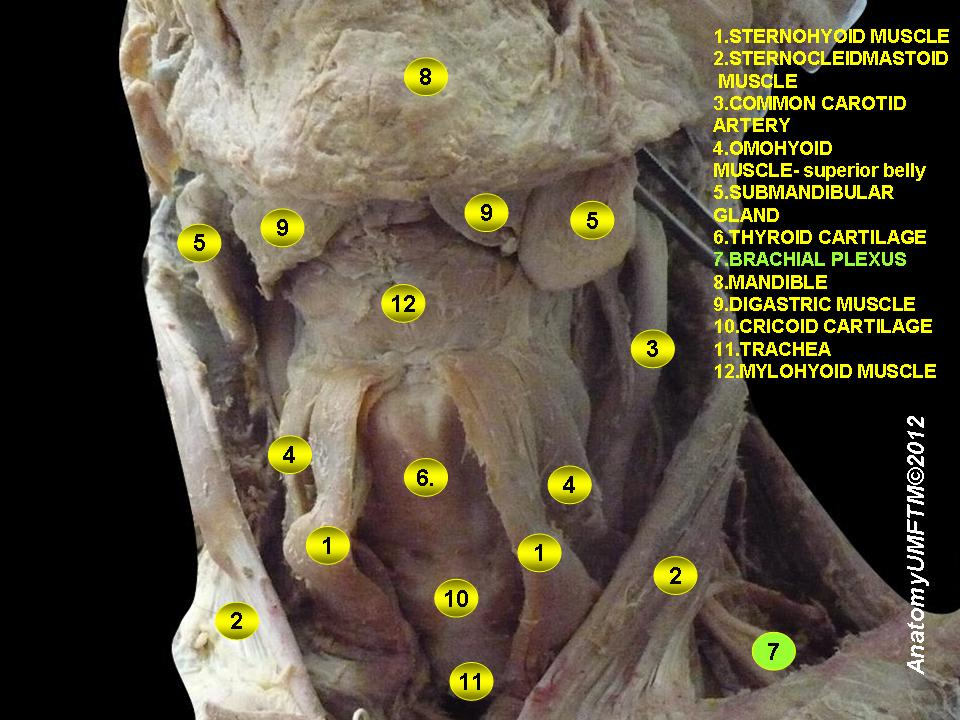